# Severi Vierelä
Severi Vierelä (Rovaniemi, 25 ottobre 2001) è uno sciatore freestyle finlandese, specializzato in gobbe e gobbe in parallelo.

## Biografia
Attivo in gare FIS dal 2016 e specializzato in gobbe  e gobbe in parallelo, Vierelä ha esordito in Coppa del Mondo il 7 dicembre 2018 giungendo 51º nelle gobbe di Ruka vinte dal canadese Mikaël Kingsbury. Il 20 dicembre 2024 ha ottenuto il suo primo podio nel massimo circuito, concludendo 3º nelle gobbe di Bakuriani vinte dal francese Benjamin Cavet davanti allo stesso Kingsbury. Il 22 febbraio 2025 ha vinto la sua prima gara, imponendosi nelle gobbe in parallelo a Beidahu.

## Palmarès

### Coppa del Mondo
- Miglior piazzamento nella Coppa del Mondo generale di gobbe: 21º nel 2023
- 2 podi:
  - 1 vittoria
  - 1 terzo posto

#### Coppa del Mondo - vittorie
| Data             | Luogo   | Paese | Disciplina |
| ---------------- | ------- | ----- | ---------- |
| 22 febbraio 2025 | Beidahu | Cina  | DM         |

Legenda:

DM = Gobbe in parallelo